# Sebastian Achim
Sebastian Zoltán Achim (* 2. Juni 1986 in Oradea) ist ein rumänischer Fußballspieler. Er spielt seit Sommer 2016 in Ungarn.

## Karriere
Achim kam im Jahr 2004 in den Kader der ersten Mannschaft des FC Bihor Oradea, die seinerzeit in der zweiten rumänischen Liga, der Divizia B, spielte. In den ersten beiden Jahren kam er in jeweils einem Drittel der Spiele zum Einsatz und kämpfte mit seinem Klub um den Aufstieg in die Divizia A. Dieser wurde in beiden Jahren knapp verfehlt. In der Saison 2006/07 wurde er zur Stammkraft, fand sich mit seinem Team jedoch im Abstiegskampf wieder. Anfang des Jahres 2008 verließ er den Klub zu Erstligist Gloria Bistrița. Bei Gloria kam er in der Hälfte der Spiele zum Zuge und schaffte mit seinem neuen Klub Jahr für Jahr den Klassenverbleib, bevor der Verein nach der Saison 2010/11 keine Zulassung mehr erhielt.
Im Sommer 2011 nahm Ligakonkurrent Universitatea Cluj Achim unter Vertrag. Ein Jahr später verpflichtete ihn Petrolul Ploiești. Mit Petrolul gewann er im Jahr 2013 den rumänischen Pokal. In der darauffolgenden Spielzeit fiel er fast die komplette Serie aus und kam nur auf acht Einsätze. Im Sommer 2014 wechselte er zu Aufsteiger CS Universitatea Craiova. Dort half er als Stammspieler mit, in der Saison 2014/15 den Klassenerhalt zu sichern. Gegen Ende der Spielzeit 2015/16 verlor er diesen Status und kam nunmehr als Einwechselspieler zum Zuge. Im August 2016 verpflichtete ihn der ungarische Erstliga-Aufsteiger Gyirmót SE. Am Saisonende musste er mit seinem neuen Klub absteigen.

## Erfolge
- Rumänischer Pokalsieger: 2013